# السنغال في الألعاب الأولمبية الصيفية 2016
نافست السنغال في دورة الألعاب الأولمبية الصيفية 2016 في ريو دي جانيرو، البرازيل، من 05-21 أغسطس 2016. وكان هذا الظهور الأربعين على التوالي للبلاد في دورة الألعاب الاولمبية الصيفية منذ ظهورها أول مره في عام 1964.